# ويليام إس. نيومان
ويليام إس. نيومان (بالإنجليزية: William S. Newman؛ بالألمانية: William S. Newman) هو عالم موسيقى وملحن أمريكي وألماني، ولد في 6 أبريل 1912 في كليفلاند في الولايات المتحدة، وتوفي في 27 أبريل 2000.

## وصلات خارجية
- ويليام إس. نيومان على موقع ديسكوغز (الإنجليزية)